# Peter Neher
Peter Neher (* 1. Mai 1955 in Pfronten, Allgäu) ist ein deutscher römisch-katholischer Geistlicher. Er war von 2003 bis 2021 Präsident des Deutschen Caritasverbandes.

## Leben
Peter Neher absolvierte von 1971 bis 1973 zunächst eine Ausbildung zum Bankkaufmann. Er studierte von 1976 bis 1979 auf dem zweiten Bildungsweg Katholische Theologie und Pädagogik an der Katholischen Universität Eichstätt; 1981 mit Abschluss zum Diplom-Theologen an der Julius-Maximilians-Universität Würzburg. 1983 empfing er in Augsburg die Priesterweihe. Er absolvierte Zusatzausbildungen mit Schwerpunkt Seelsorge und war als Kaplan in Landsberg am Lech (1983–1985) sowie als Krankenhausseelsorger in Günzburg (1985–1989) tätig. 1989 wurde er mit einer Arbeit Ars moriendi – Sterbebeistand durch Laien. Eine historisch-pastoraltheologische Analyse zum Dr. theol. promoviert. Er war bis 1994 Pfarrer in Kempten (Allgäu) und von 1994 bis 1999 Subregens des Bischöflichen Priesterseminars in Augsburg. Zum 1. Januar 2000 wurde er Direktor des Caritasverbandes für die Diözese Augsburg.
2003 wurde Peter Neher zum Präsidenten des Deutschen Caritasverbandes gewählt. Mit rund 617.000 Mitarbeitern und einer halben Million ehrenamtlichen bzw. freiwilligen Helfern in über 24.000 Einrichtungen und Diensten ist der katholische Wohlfahrtsverband einer der größten privaten Arbeitgeber in Deutschland. Im Oktober 2009 und im Oktober 2015 wurde Neher jeweils für weitere sechs Jahre im Amt bestätigt. Am 16. November 2021 wurde als erste Frau seine Nachfolgerin Eva Maria Welskop-Deffaa offiziell in ihr Amt eingeführt.
Im Dezember 2004 ist Neher von der Theologischen Fakultät der Philosophisch-Theologischen Hochschule Vallendar zum Honorarprofessor für Caritaswissenschaft ernannt worden.
Neher ist auch Berater der Kommission für karitative Fragen der Deutschen Bischofskonferenz. 2005 wurde er in den Päpstlichen Rat „Cor Unum“ berufen. 2007 wurde er von Papst Benedikt XVI. zum Prälaten ernannt.

## Schriften
- Zwischen Wirtschaftlichkeit und Menschlichkeit (= Kirche und Gesellschaft Grüne Reihe, hrsg. von der Katholischen Sozialwissenschaftlichen Zentralstelle, Nr. 405), J. P. Bachem Medien, Köln 2013, ISBN 978-3-7616-2690-0.